# Westcliffe (Colorado)
Pour les articles homonymes, voir Westcliffe.
La ville de Westcliffe est le siège du comté de Custer, situé dans l'État américain du Colorado.
D'abord appelée Clifton, la ville doit son nom actuel à Westcliff-on-Sea, en Angleterre.

## Démographie
| 1890 | 1900 | 1910 | 1920 | 1930 | 1940 |
| ---- | ---- | ---- | ---- | ---- | ---- |
| 192  | 256  | 232  | 338  | 335  | 429  |

| 1950 | 1960 | 1970 | 1980 | 1990 | 2000 |
| ---- | ---- | ---- | ---- | ---- | ---- |
| 390  | 306  | 243  | 324  | 312  | 417  |

| 2010 | - | - | - | - | - |
| ---- | - | - | - | - | - |
| 568  | - | - | - | - | - |

Selon le recensement de 2010, Westcliffe compte 568 habitants. La municipalité s'étend sur 1,24 milles carrés (3,21 km2).